# Mother Wore Tights
Mother Wore Tights is een Amerikaanse musicalfilm uit 1947 onder regie van Walter Lang. De film is gebaseerd op het gelijknamig boek van Miriam Young en werd destijds in Nederland uitgebracht onder de titel Moeder was actrice.

## Verhaal
De film begint aan het begin van de twintigste eeuw. Tiener Myrtle McKinley uit Oakland (Californië) is recentelijk geslaagd voor haar middelbareschoolexamen en begint onder druk van haar grootouders met zakenschool in San Francisco. Toevallig belandt ze op een dag in een theater voor de vaudeville, waar ze na een succesvolle auditie wordt aangenomen als danseres. Ze ontmoet hier entertainer Frank Burt, voor wie ze na enig onderling conflict als een blok valt. Het duurt niet lang voordat ze trouwen.
Ze besluiten om als duo op te reden en zijn zeer succesvol. Nadat ze bevalt van twee kinderen, gaat Myrtle met pensioen om zich te storten op het moederschap. Haar man blijft optreden, en gaat tot ongenoegen van Myrtles grootmoeder op tour met een andere vrouw. Na enkele jaren komt Frank tot de conclusie dat hij niet zo populair is als vroeger, en overtuigt Myrtle om terug te keren naar het toneel. Ze legt de zorg van haar kinderen in de handen van haar grootmoeder, en is een groot deel van het jaar op reis vanwege haar tour.
Als de kinderen eenmaal oud genoeg zijn, gaan ze met hun ouders mee. Tijdens een vakantie in Boston ontmoet de oudste dochter Iris, inmiddels een tiener, de jongeman Bob Clarkman, uit een welvarende familie. Ze wil bij Bob blijven en overtuigt haar ouders om haar naar dezelfde exclusieve kostschool als Bob te sturen. Daar schaamt ze zich voor de achtergrond van haar ouders en reageert daarom negatief als Myrtle en Frank besluiten om op te treden voor haar klasgenoten. De kinderen reageren echter zeer enthousiast op het optreden, waarna Iris zelf interesse toont om de spotlights op te zoeken.

## Rolverdeling
| Acteur          | Personage            |
| --------------- | -------------------- |
| Betty Grable    | Myrtle McKinley      |
| Dan Dailey      | Frank Burt           |
| Mona Freeman    | Iris Burt            |
| Connie Marshall | Miriam Burt          |
| Vanessa Brown   | Bessie               |
| Robert Arthur   | Bob Clarkman         |
| Sara Allgood    | Grootmoeder McKinley |
| William Frawley | Meneer Schneider     |

## Productie
Studio 20th Century Fox kocht in oktober 1945 de rechten van het boek van schrijver Miriam Youngs ouders voor een bedrag van $23.000. Young baseerde het boek op haar eigen achtergrond; de film is zodoende berust op een waargebeurd verhaal. Actrice Peggy Ann Garner werd in september 1946 gecast als Iris Burt, maar zij werd uiteindelijk door Mona Freeman vervangen.
Betty Grable wilde John Payne als tegenspeler, maar hij werd niet gecast. De film liep enkele vertragingen op omdat de studio een grote naam wilde lenen van een andere studio. James Cagney van Warner Brothers werd benaderd en Fred Astaire van MGM. Toen bleek dat Grable zwanger was, werd uiteindelijk Dan Dailey aangesteld. De samenwerking met Grable bleek succesvol, en het koppel maakte hierna nog drie films samen.

## Ontvangst
De film werd een daverend succes in de Verenigde Staten en bracht meer dan $5 miljoen op, waardoor het de succesvolste film van Grable tot dan toe was. Het was bovendien de succesvolste film van 20th Century Fox uit 1947. De film werd daarnaast genomineerd voor drie Oscars; componist Alfred Newman bracht het beeld in de sleep voor de Beste Muziekscore. 
In Nederland ging de film officieel in november 1947 in Theater Bellevue in première. Op 16 september 1949 volgde de grote landelijke release. De pers reageerde zonder enthousiasme. Recensent van De Telegraaf had moeite met de tweedeling als showfilm en familiehistorie, en schreef dat Betty Grable "minder geschikt is om afwisselend voor grote revuester en liefhebbende moeder te spelen." De recensent was positief over Betty Grable en Dan Dailey als duo, maar vond dat "het peil van de vroegere combinatie Ginger Rogers-Fred Astaire niet [wordt] bereikt." Recensent van Het Vrije Volk noemde de film een "fantasieloze verfilming" met "enkele aardige scènes".
De film werd in de Verenigde Staten met meer enthousiasme ontvangen, en ook Grable vertelde dat van al haar films, deze haar favoriete was.